# Berytinus montivagus
De bergsteltwants (Berytinus montivagus) is een wants uit de familie steltwantsen (Berytidae).

## Uiterlijk
Kenmerkend voor de leden van het genus Berytinus is, dat het tweede segment van de antenne heel kort is, veel korter dan het eerste antennesegment.
De bergsteltwants is bruin van kleur. Het eind van de dijen en het eind van het eerste segment van de antenne zijn verdikt en hebben dezelfde bruine kleur. De lengte is 4,8 tot 6,7 mm.

## Verspreiding en habitat
Deze steltwants leeft in Europa, behalve in het noordelijk deel, Noord-Afrika en van Klein-Azië tot in Centraal-Azië. In Nederland is hij zeldzaam. Ze komen voor in droge, warme gebieden met een zand- of kalkbodem.

## Leefwijze
Ze voeden zich met planten uit de vlinderbloemenfamilie (Fabaceae) met name rupsklaver (Medicago) en in mindere mate klavers (Trifolium). De volwassenen wantsen overwinteren. De volwassen wantsen van de nieuwe generatie verschijnen vanaf juli. Er is er één generatie per jaar.